# Кул свет
Кул свет (енгл. Cool World) је амерички научнофантастични фентази комедијски цртани филм за одрасле, у комбинацији са играним филмом из 1992. године у режији Ралфа Бакшија. Сценарио су написали Мајкл Грејс и Марк Виктор. У филму глуме Ким Бејсингер, Гејбријел Берн и Бред Пит.
Линије између анимираног универзума и света људи почињу да се замагљују, када Холи Вуд, цртеж у Кул свету, пожели да побегне. Детектив Френк Харис, покушава да је заустави.

## Радња
Године 1945. у Лас Вегасу, ветеран Другог светског рата Френк Харис (Бред Пит) бива пребачен у судару са пијаним возачем у другу стварност звану „луди свет“ – окрутни, уврнути град са надреалним пејзажима и окрутним ликовима из цртаних филмова. 47 година касније (1992), затвореник илустратор по имену Џек Дибс (Гејбриел Бирн) креира стрип, Кул Ворлд, у коме глуми нимфоманка Холи Вуд (глас Ким Бејсинџер). Холи изражава жељу да се пресели у стварни свет, али Френк, који сада ради као детектив у Паралелном свету, јој то забрањује.
По изласку из затвора, Џек се налази у илузорном свету Холивуда, а Холи га тајно води у посебан клуб за „тунове“ јер је Џек цртач. Франку се не свиђа Џеков изглед и грубо објашњава да је Паралелни свет постојао много пре него што је Џек направио свој цртани филм, а такође упозорава да људи са „туновима“ не спавају. Током Џекове узвратне посете Паралелном свету, Холи га заводи, због чега је постала човек.
Френк, у међувремену, покушава да побољша свој однос са „тун“ Лонет (глас му даје Кенди Мило), а своје детективске дужности привремено пребацује на свог партнера, паука „туна“ Нејлса (глас Чарлса Адлера).
Џек и Холи се преносе у стварност и због тога је разбијена баријера између паралелних димензија. Френк открива да је Нејлс нестао и одлучује да оде у стварни свет како би ухватио Џека и Холи, који су почели да мењају свој изглед између „туна“ и људи. Видевши шта им се дешава, Холи прича Џеку о „Пауер Реју“ - артефакту који је један „тун“ који се преселио у стварни свет поставио на кров казина у Лас Вегасу. Међутим, Џек је скептичан по питању ове идеје, а Холи сама одлази да тражи артефакт. Френк је проналази на крову казина, али она га гура са крова. Она проналази артефакт, претвара себе и Џека у „тунове“ (коју сада гласи Морис ЛаМарш) и отвара пролаз у „Паралелни свет“, ослобађајући небројена чудовишта из цртаних филмова.
Џек се, попут суперхероја, бори са злим „туновима“ и добија „Пауер Бим“, уз помоћ којег се Холи и остали враћају у паралелни свет.
На крају филма испоставља се да ако особу убије „тун“, онда се поново рађа у паралелном свету у облику „туна“. Стога, Френк постаје „тун“ и може да настави своју везу са Лонет, а Холи је принуђена да буде са Џеком, који се претворио у суперхероја.